# Generationenbilanz
Generationenbilanzen sind in der Finanzwissenschaft Nachhaltigkeitsanalysen der Finanzpolitik. Der Vorgang zur Erstellung wird Generationenbilanzierung genannt (englisch: Generational accounting). Eine so ermittelte Differenz zwischen tatsächlicher und nachhaltiger Finanzpolitik wird als Nachhaltigkeitslücke bezeichnet.
Generationenbilanzen stehen wegen ihrer Methodik und den Interessen ihrer Auftraggeber (bspw. Abbau von umlagefinanzierter Altersvorsorge zugunsten von kapitalgedeckter Altersvorsorge) in der Kritik. Generationenbilanzen werden verwendet, um für Kürzungen von Sozialprogrammen und Renten zu argumentieren, was zu solideren Staatshaushalten führen soll.

## Methodik
Der Begriff „Generational accounting“ wurde 1991 durch Laurence Kotlikoff, Alan J. Auerbach und Jagadeesh Gokhale geprägt. Diese erstellten eine erste Generationenbilanz für die USA. In dieser Studie beschrieben sie eine große Haushaltslücke zwischen künftigen staatlichen Ausgabenverpflichtungen und den Mitteln zur Begleichung dieser Verpflichtungen und interpretierten dies als Indikator für einen Anstieg der lebenslangen Nettosteuerbelastung junger Menschen bzw. künftiger Generationen.
Das Konzept der Generationenbilanzierung basiert auf sogenannten Generationenkonten (en: Generational Accounts). Hierzu werden für jeden lebenden Geburtsjahrgang auf der Soll-Seite alle Steuern und Abgaben und auf der Haben-Seite die Transferzahlungen betrachtet und über die jeweils zu erwartende Lebenszeit verbarwertet. Die aktuellen Steuersätze, Abgabenraten und Transferleistungshöhen werden dabei für die Zukunft als gleichbleibend vorausgesetzt aber in absoluten Beträgen mit dem Produktivitätswachstum fortgeschrieben. Der Saldo ist die Nachhaltigkeitslücke oder der Nachhaltigkeitsüberschuss des jeweiligen Jahrgangs.

## Kritik der Methodik
Gemäß den Wirtschaftswissenschaftlern James K. Galbraith, L. Randall Wray und Warren Mosler ist das Konzept der Generationenbilanzen wissenschaftlich zutiefst fehlerhaft und sollte keine Rolle bei der Aufstellung von Staatshaushalten spielen. Generationenbilanzen wurden in den USA in Stellung gebracht um gegen sozialpolitische Maßnahmen und gegen die öffentliche und bundesstaatliche Krankenversicherung Medicare zu argumentieren.
Eine weitere wissenschaftliche Arbeit kommt zu dem Schluss, dass Generationenbilanzen zur Unterstützung von Forderungen nach Kürzungen der öffentlichen Ausgaben insbesondere von Renten und andere Sozialprogrammen genutzt werden. Kürzungen von Sozialprogrammen und Renten bieten potenzielle Vorteile in Bezug auf die Reduzierung der Staatsverschuldung bzw. Neuverschuldung. Die durchschnittlichen Steuerlasten über alle Alterskohorten hinweg könnten so gesenkt werden. Dabei müsse jedoch bedacht werden, dass dies insbesondere zum Nachteil von Arbeitern und Rentnern geschieht. Die Ungleichheit innerhalb der Alterskohorten könne durch den Ansatz, den Generationenbilanzen bieten, steigen.
Generationenbilanzen bauen auf der Prämisse, dass keine gesetzgeberischen Änderungen in der Zukunft vorgenommen werden und beruhen auf einer Vielzahl getroffener Annahmen. Das Konzept ist daher nicht als Prognose, sondern als Projektion auf Basis dieser Voraussetzungen anzusehen. Während im öffentlichen Diskurs zu Generationenbilanzen eher die „Ergebnisse“ Beachtung finden, werden die in der Modellierung getroffenen Annahmen meist vernachlässigt.

## „Nachhaltigkeitslücke“ und „implizite Staatschulden“
Die sogenannte „Nachhaltigkeitslücke“, soll es ermöglichen, die Fiskal- und Sozialpolitik auf ihre Nachhaltigkeit und generationsübergreifenden Verteilungswirkungen zu analysieren. Die Nachhaltigkeitslücke wird aus der bereits heute ausgewiesenen expliziten Staatsschuld und der sogenannten impliziten Schuld zusammengesetzt. Die implizite Schuld gibt die Differenz aller zukünftigen Leistungen und Beiträge an, die bei geltendem Recht von allen heute lebenden und allen zukünftigen Generationen noch empfangen bzw. gezahlt werden müssen. Zu den so definierten impliziten Schulden zählen alle Leistungen, die der Staat seinen Bürgern und anderen Berufstätigen in Form von Rentenzahlungen, Pflegeleistungen oder Krankenversicherung nach Meinung der Anhänger der Generationenbilanzierung schuldet.
Kritiker wenden ein, dass so die von den Versicherten durch Beitragszahlung erworbenen Anwartschaften in der gesetzlichen Rentenversicherung als „reale“ staatliche Verschuldung definiert würden. Durch die definitorische Gleichsetzung von Rentenansprüchen und Schulden verstoße die umlagefinanzierte gesetzlichen Rentenversicherung dann automatisch gegen die Generationengerechtigkeit. Je höher die zukünftigen Rentenansprüche sind, desto höher ist demnach die sogenannte Nachhaltigkeitslücke, welche man den nachfolgenden Generationen angeblich aufbürdete. Die so definierte Nachhaltigkeitslücke sinkt dann durch einen Umstieg von umlagefinanzierten zu Kapitaldeckungsverfahren, also privater Vorsorge. In dieser Logik sei „vollständige“ Generationengerechtigkeit dann erreicht, wenn nur noch privat vorgesorgt und umlagefinanzierte Systeme abgeschafft würden.
Der Wirtschaftswissenschaftler Jan Priewe von der HTW Berlin vertritt die Auffassung, dass das Konzept wie eingangs in diesem Abschnitt beschrieben nicht sinnvoll sei. Implizite Staatsschulden sollten nicht zu den expliziten Staatsschulden addiert werden, da implizite Staatsschulden „eine auf Annahmen beruhende Rechengröße“ seien. Diese seien „etwas qualitativ grundlegend anderes als explizite Staatsschulden“. Die impliziten Schulden verzerren nach einer Analyse Priewes überdies die „wirklichen Kosten der Alterung erheblich“. So entstehe „ein Trugbild von Staatsschulden, das eine daran ausgerichtete Fiskalpolitik wie ein Irrlicht in die falsche Richtung treibt“. Als Resultat stehe eine systematische Überschätzung der Kosten des demografischen Wandels. Die Publikation führte zu einer weiteren Diskussion des Sachverhalts unter Volkswirtschaftlern.

## Studien der Stiftung Marktwirtschaft und von Bernd Raffelhüschen
Das Forschungszentrum Generationenverträge (FZG) an der Albert-Ludwigs-Universität in Freiburg, unter der Leitung von Bernd Raffelhüschen, veröffentlicht im Auftrag der Stiftung Marktwirtschaft seit 2006 regelmäßig eine Generationenbilanz. Laut Lobbycontrol ist das FZG ein der Versicherungswirtschaft nahestehendes Institut. In seinen Studien und Stellungnahmen würde regelmäßig eine Förderung der privaten Altersvorsorge propagiert.
Raffelhüschen erstellte auch für die Schweizer Großbank UBS eine Generationenbilanz zur Schweizer Alters- und Hinterlassenenversicherung. Der Schweizerische Gewerkschaftsbund kritisierte die Methodik und warf der Studie vor ihre wahren Beweggründe zu verschleiern: Es störe „die Topverdiener mehr in die AHV einzahlen als sie an Rente beziehen.“ Ferner sei es für die UBS attraktiver, „wenn die SchweizerInnen private Altersvorsorgeprodukte kaufen als wenn die AHV ausgebaut wird“.
Der Wirtschaftswissenschaftler Jens Südekum kritisiert bei einer Studie von Bernd Raffelhüschen, dass als Annahme „die heutige Gesetzgebung in alle Ewigkeit fortgeschrieben“ werde. Unter dieser Annahme hätten in Deutschland geborene Kinder, „über den restlichen Lebenszyklus eine negative fiskalische Bilanz“. Jeder neugeborene Mensch wird so zu einer Nettobelastung für die Sozialsysteme. In einer Stellungnahme bezeichnete Marcel Fratzscher gemeinsam mit Südekum die Studie als „menschenfeindliches Nullsummendenken“. Sie unterstellten die Studie würde Fakten verdrehen. Die Behauptung „die Generationenbilanzierung könnte etwas Valides über den wirtschaftlichen oder finanziellen Verlust eines Menschen für Wirtschaft oder die Sozialsysteme aussagen“ sei eine Absurdität. Würde man diese Betrachtung ernst nehmen, dann wären „auch 70 Prozent der Deutschen ohne Migrationsgeschichte – nämlich alle Menschen mit mittleren und geringeren Einkommen – ein solches Verlustgeschäft“.

## Politische Diskussion
Generationenbilanzen sind auch Gegenstand politischer Diskussionen zum Thema Staatsverschuldung und Generationengerechtigkeit. Beispielhaft sei hier die Diskussion des Finanzausschusses des Schleswig-Holsteinischen Landtages zur Einführung jährlicher Generationenbilanzen im Jahr 2013 genannt. Dieser fragte eine Reihe gutachterlicher Stellungnahmen an, die ein breites Spektrum an Positionen ergaben. Ausgangspunkt für diese Debatte war die Tatsache, dass die CDU Schleswig-Holstein in ihrem Wahlprogramm Generationenbilanzen gefordert hatte.

## Belege
1. 1 2  Antonio Brettschneider: Paradigmenwechsel als Deutungskampf: Diskursstrategien im Umbau der deutschen Alterssicherung. In: Sozialer Fortschritt. Band 58, Nr. 9/10, 2009, ISSN 0038-609X, S. 195.
2. ↑  Auerbach, A./Gokhale, J./Kotlikoff, L.: Generational Accounts: A Meaningful Alternative to Deficit Accounting. In: Tax Policy and the Economy, No 5 (1991), S. 55–110
3. ↑  Deutsche Bundesbank: Die fiskalische Belastung zukünftiger Generationen – eine Analyse mit Hilfe des Generational Accounting. Monatsbericht November 1997, S. 17 f. Online.
4. ↑  James K. Galbraith, L. Randall Wray, Warren Mosler: THE CASE AGAINST INTERGENERATIONAL ACCOUNTING - The Accounting Campaign Against Social Security and Medicare. 2009, abgerufen am 21. Februar 2024.
5. ↑  John B. Williamson, Anna Rhodes: A critical assessment of generational accounting and its contribution to the generational equity debate. In: International Journal of Ageing and Later Life. Band 6, Nr. 1, 2011, ISSN 1652-8670, S. 33–57, doi:10.3384/ijal.1652-8670.116133 (ijal.se [abgerufen am 22. Februar 2024]).
6. ↑  Generationenbilanzen - Stellungnahme für den Landtag Schleswig-Holstein. Stiftung für die Rechte zukünftiger Generationen, abgerufen am 23. Februar 2024.
7. ↑  Antonio Brettschneider: Paradigmenwechsel als Deutungskampf: Diskursstrategien im Umbau der deutschen Alterssicherung. In: Sozialer Fortschritt. Band 58, Nr. 9/10, 2009, ISSN 0038-609X, S. 193.
8. ↑  Jan Priewe: Schuldentragfähigkeit mit impliziten Staatsschulden – Leitbild oder Irrlicht? Band 2023, Nr. 3, 2023, S. 198–204 (wirtschaftsdienst.eu [abgerufen am 5. März 2024]).
9. ↑  Schuldentragfähigkeit mit impliziten Staatsschulden: Replik und Erwiderung. Band 2023, Nr. 5, 2023, S. 341–351 (wirtschaftsdienst.eu [abgerufen am 1. Juli 2024]).
10. ↑  Aktuelles. Abgerufen am 21. Februar 2024 (deutsch).
11. ↑  Forschungszentrum Generationenverträge. In: Lobbycontrol e. V. Abgerufen am 21. Februar 2024 (deutsch (Sie-Anrede)).
12. ↑  Schweizerischer Gewerkschaftsbund: Die Jüngeren haben die Grundlage ihres Wohlstandes von den heutigen RentnerInnen geerbt. Die als "Generationenbilanz" getarnte AHV-Kritik der UBS ist tendenziös. 21. März 2022, abgerufen am 21. Februar 2024.
13. ↑  Migrationsstudie: Kritik an Raffelhüschen-Methodik • Table.Media. 11. Januar 2024, abgerufen am 22. Februar 2024.
14. ↑  D. I. W. Berlin: DIW Berlin: Migranten sind kein finanzieller Verlust für Deutschland. Abgerufen am 22. Februar 2024.
15. ↑  z. B. Prof. Dr. Ingolf Deubel: Stellungnahme Ingolf Deubel
Stiftung für die Rechte zukünftiger Generationen: Stellungnahme Stiftung für die Rechte zukünftiger Generationen
Gesamtzusammenstellung
Dr. Jens Boysen-Hogrefe und Prof. Dr. Henning Klodt für das Kiel Institut für Weltwirtschaft, Stellungnahme Institut für Weltwirtschaft
16. ↑  Wahlprogramm der CDU Schleswig-Holstein zur Landtagswahl in Schleswig-Holstein 2012